# Ian Callaghan
Ian Robert Callaghan (* 10. April 1942 in Toxteth, Liverpool) ist ein ehemaliger englischer Fußballspieler. Er hält den Rekord für die meisten Spiele für den FC Liverpool.

## Sportlicher Werdegang
Callaghan war als Jugendlicher Anhänger des FC Liverpool und schloss sich dem Verein im Jahr 1960 an. Im April debütierte er für den Klub und erhielt  mit dem legendären Bill Shankly einen neuen Trainer.
Als Flügelspieler, der sich auf der rechten Seite aufhielt, war Callaghan seit 1961 Stammspieler. In dieser Zeit war Liverpool noch in der Second Division, stieg  aber unter Shankly im Jahr 1962 in die Eliteliga auf.
Callaghan spielte in der aufstrebenden Mannschaft, die 1964 und 1966 die englische Meisterschaft und im Jahr dazwischen den FA Cup gewinnen konnte. Callaghan bereitete dabei im Pokalfinale im Wembley-Stadion den entscheidenden Kopfballtreffer von Ian St John vor, indem er ihn mit einer Flanke bediente.
Der Erfolg mit der englischen Meisterschaft im Jahr 1966 erhielt mit der anschließenden Niederlage im Finale des Europapokal der Pokalsieger einen Stimmungsdämpfer, aber Callaghan konnte sich, wie auch zwei Liverpooler Mannschaftskameraden, mit der Nominierung von Alf Ramsey für den Kader der englischen Nationalmannschaft zur WM 1966 im eigenen Land trösten.
Callaghan spielte in der Gruppenphase gegen Frankreich, als England mit 2:0 gewann. Dies war jedoch das einzige Spiel, das Callaghan in dem Turnier bestritt, da Ramsey sich für ein innovatives Spielsystem ohne konventionelle Flügelstürmer, den Callaghan verkörperte, entschied. Die Mannschaft gewann im Anschluss die Weltmeisterschaft und wurde bekannt als „wingless wonders“. Callaghans Nationalmannschaftskarriere sollte damit im Alter von nur 24 Jahren so gut wie beendet sein.
Die restlichen 1960er Jahre vergingen ohne größere Erfolge für Liverpool und Shankly begann damit, die Mannschaft umzustrukturieren und zu verjüngen. Callaghan profitierte mit seinen Mannschaftskollegen Tommy Smith, Chris Lawler und Emlyn Hughes von dieser Entwicklung und wurde, obwohl er noch nicht einmal 30 Jahre alt war, zu einer Art „Elder Statesman“-Figur in einer sehr jungen Mannschaft um ihn herum. Darüber hinaus wechselte Callaghan von seiner Flügelstürmerposition in eine Mittelfeldrolle.
Mit Callaghan erreichte Liverpool das Finale des FA Cups, verlor die Partie jedoch mit 1:2 gegen den FC Arsenal. Zwei Jahre später gewann der Verein sowohl die englische Meisterschaft als auch den UEFA-Pokal. Im Jahr 1974 besiegten sie  im Finale des FA Cups Newcastle United mit 3:0 und errangen damit zweitmalig die Trophäe. Kurz darauf trat Shankly zurück und Callaghan war somit der einzige Spieler, der länger in der Mannschaft als Shankly im Amt war. Ebenfalls im Jahr 1974 wurde Callaghan Englands Fußballer des Jahres und mit dem Order of the British Empire für seine Verdienste für den Fußball als MBE ausgezeichnet.
Auch im Alter von 34 Jahren verlangsamte sich Callaghans Karriere noch nicht und er gewann 1976 das Double aus Meisterschaft und UEFA-Pokal. Im darauffolgenden Jahr, in dem Liverpool das Tripel
aus Meisterschaft, Europapokal der Landesmeister und Super Cup gewann, kam  Callaghan zu seinem vierten und letzten Länderspiel.
Liverpool verlor im gleichen Jahr zudem erst im FA-Cup-Finale gegen Manchester United. Callaghan war dort Einwechselspieler zur zweiten Hälfte und beeindruckte dabei seinen Trainer Bob Paisley derartig, dass dieser ihn für das Europapokalfinale gegen Borussia Mönchengladbach in Rom nur wenige Tage später berücksichtigte, das die Mannschaft  mit 3:1 gewann.
Er spielte eine weitere Saison für Liverpool, an deren Ende der Verein erneut den Landesmeisterwettbewerb gewinnen konnte, wobei Callaghan im Finale nicht eingesetzt wurde. Er nahm danach im Endspiel des Ligapokals teil, das Liverpool im Wembley-Stadion gegen Nottingham Forest nach einer Wiederholungspartie verlor. Der Ligapokal sollte  auch die einzige heimische Trophäe sein, die Callaghan niemals gewinnen konnte.
Im Herbst des Jahres 1978 verließ Callaghan den FC Liverpool nach 857 Pflichtspielen. Er schloss sich seinem früheren Mannschaftskollegen John Toshack und dem Verein Swansea City an und verhalf dem Klub zu zwei aufeinanderfolgenden Aufstiegen. Außerdem war zeitweise in den USA für die Fort Lauderdale Strikers, gemeinsam mit den langjährigen Weggefährten Gordon Banks und George Best, aktiv und beschloss seine Laufbahn bei Crewe Alexandra. Callaghan beendete 1981, im Alter von 39 Jahren, seine fußballerische Laufbahn, wobei ihn weniger das fortgeschrittene Alter, sondern Achillessehnenprobleme zu diesem Schritt bewegten.
Callaghan erhielt sich nach seinem Rücktritt einen nur vergleichsweise geringen Bekanntheitsgrad. Er ist jedoch weiterhin Liverpools Rekordhalter für die meisten Spiele in der ersten Mannschaft, die meisten Ligaspiele und die meisten europäischen Vereinseinsätze. Zudem ist er der bis dato einzige Liverpooler Spieler, der einen Weg vom Zweitligaspieler in Liverpool zum Europapokalsieger beschritt.

## Erfolge
- Weltmeister: 1966
- Europapokal der Landesmeister: 1977, 1978
- UEFA-Pokal-Sieger: 1973, 1976
- Super-Cup-Sieger: 1977
- Englischer Meister: 1964, 1966, 1973, 1976, 1977
- FA-Cup-Sieger: 1965, 1974
- Community-Shield-Sieger: 1964*, 1965*, 1966, 1974, 1976, 1977* (*: geteilter Titel)